# A vadon szava (regény)
A vadon szava (The Call of the Wild) Jack London amerikai író 1903-ban kiadott egyik legnépszerűbb regénye. A történet a XIX. században, a klondike-i aranyláz idején játszódik, amikor rendkívüli kereslete volt az erős szánhúzó kutyáknak. Buck, a 140 fontos, vastag bundájú gyönyörű kutya, Miller bíróék hatalmas birtokán királyként éli életét, amíg orvul elrabolják és eladják északra szánhúzó kutyának. Buck a kegyetlen körülmények hatására átalakul és a túlélésért folytatott harcból végül a vadon szabad, félelmetes királyaként kerül ki.

## Szereplők

### 1. Vissza az ősi törvény birodalmába
- Buck: A regény főszereplője. Izmos, edzett, négyéves kutya.
- Miller bíró: Buck gazdája a Santa Clara-völgyben lévő birtokon.
- Toots: Japán mopszli, Buck kutyatársa Miller bíró birtokán.
- Ysabel: Kopasz mexikói, Buck kutyatársa Miller bíró birtokán.
- Miller bíró fiai: Buck gyakran fürdött vagy vadászott velük.
- Mollie és Alice: Miller bíró lányai, Buck elkísérte őket hosszú sétáikon.
- Miller bíró unokái: Buck meglovagoltatta őket a hátán, vigyázott minden lépésükre.
- Elmo: Buck apja. Hatalmas bernáthegyi kutya.
- Shep: Buck anyja. Skót juhászkutya.
- Manuel: Segédkertész Miller bíró birtokán, Buck elrablója.
- Idegen: Megveszi Buckot Manuel-től és vonaton elszállítja San Franciscóba a főnökének.
- Kocsmáros: Átveszi Buckot az idegentől, majd továbbküldi Seattle-be.
- Kocsis: Seattle-ből szekéren viszi tovább Buckot.
- Vörös szvetteres férfi: Majdnem halálra veri Buckot, hogy „kigyógyítsa” agressziójából.
- Perrault: Francia-kanadai futárpostás. Megveszi Buckot a Vörös szvetterestől és hajón viszi Seattle-ből északra.
- François: Francia-kanadai futárpostás kutyahajtó, félvér, Perrault-val dolgozik.
- Curly: Jóindulatú újfundlandi kutya, Buck barátja. Perrault egyszerre veszi meg Buckkal. Együtt utaznak északra. Hamarosan egy ádáz támadás áldozata lesz, miután barátsággal próbál közeledni egy eszkimó kutyához.
- Spitz: François fogatának kezdeti vezérkutyája, Buck vetélytársa és ősellensége. Mindig harcol a többi kutyával. Buck a végén győzedelmeskedik felette.
- Dave: François szánhúzó fogatának tagja. Később, mikor a félvér szakács átveszi a fogatot, a kimerítő hajtásban teljesen legyengül, és a félvér szakács kénytelen megválni tőle.

### 2. A fütykös és az agyar törvénye

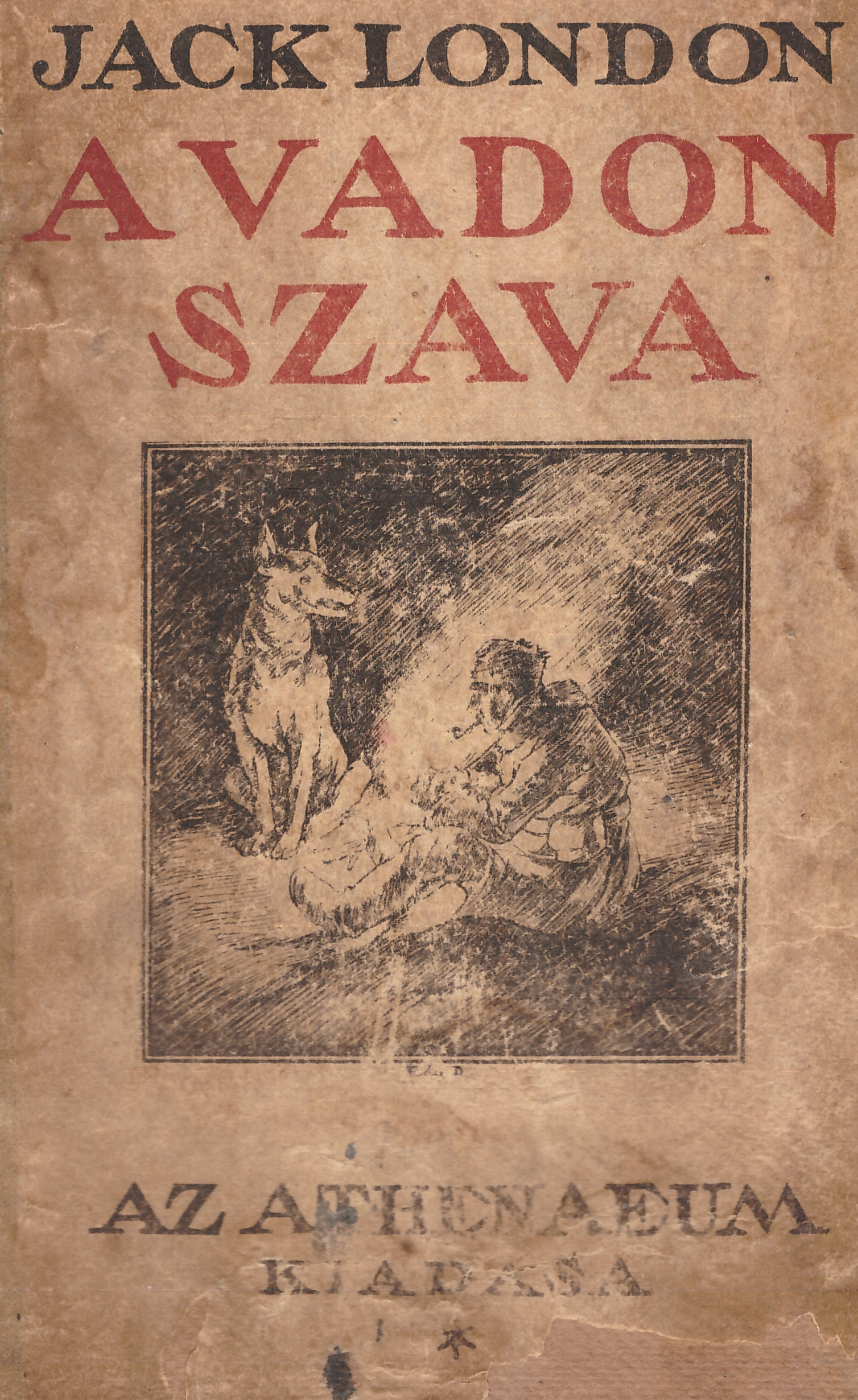
A Vadon szava egy korai magyarországi kiadása (1920-as évek)

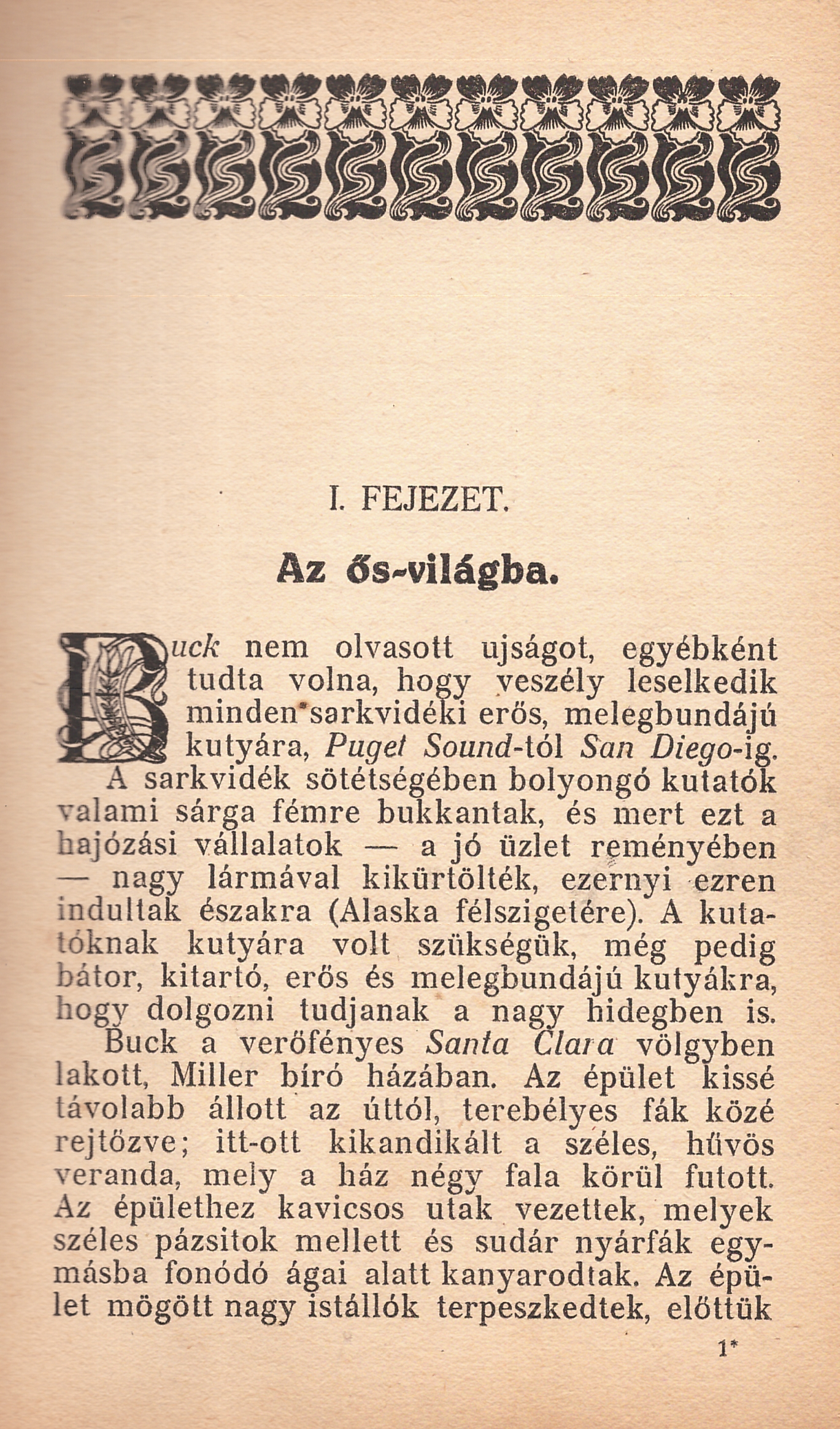
A korai kiadás első oldala

- Billy: Jóindulatú eszkimó kutya. Eredetileg François szánhúzó fogatának tagja. A végkimerülésig legyengül a kegyetlen hajszában azután, hogy Hal, Mercedes és Charles tulajdonába kerül a fogat. Hal vet véget az életének.
- Joe: Mogorva és zárkózott eszkimó kutya, Billy testvére. François szánhúzó fogatának tagja.
- Sol-leks: Öreg, tapasztalt eszkimó kutya. François szánhúzó fogatának tagja.
- Pike: Ravasz szimuláns és tolvaj kutya. François szánhúzó fogatának tagja.
- Dub: Ügyetlen csibész kutya, de hűségesen dolgozik. Eredetileg François szánhúzó fogatának tagja. Legyengül és megsérül a kemény munkába azután, hogy Hal, Mercedes és Charles tulajdonába kerül a fogat. Hal agyonlövi.

### 3. Az uralomra vágyó ősi vad
- Dolly: Eszkimó kutya. François szánhúzó fogatának tagja. Egyszer csak váratlanul megvadul és Buck-ra támad, de François megmenti tőle.

### 4. Aki az elsőbbséget kivívta
- Teek: Eszkimó kutya. Spitz halála után kerül François szánhúzó fogatába. Buck villámgyorsan betöri.
- Koona: Eszkimó kutya. Spitz halála után kerül François szánhúzó fogatába. Buck villámgyorsan betöri. Billy után putsztul el, amikor a fogat már Hal, Mercedes és Charles tulajdonában van.
- A skót félvér, vagy a félvér szakács: Átvette François és Perrault kutyafogatát, postaszállító.

### 5. Hóban, hámban mindhalálig
- Hal: Tizenkilenc-húszéves tejfelesszájú amerikai, aki Kanadába az arany reményében érkezik a nővérével és annak férjével. Megveszi Buckot és a kutyafalkát. Teljesen tapasztalan a szánhajtásban.
- Mercedes: Charles felesége, Hal nővére, elkényeztetett, törékeny asszony. Eleinte együttérez a kutyákkal.
- Charles: Középkorú amerikai, Hal sógora, Mercedes férje.
- Délvidéki kutyák: Hal és Charles által vásárolt kutyák, három rövid szőrű vizsla, egy újfundlandi, két bizonytalan származású korcs. Hamarosan belepusztulnak a kegyetlen hajtásba és éhezésbe.
- John Thornton: Buck utolsó gazdája, tapasztalt aranyásó, Buckot megmenti a Hal ütlegei okozta biztos haláltól.

### 6. Egy embert szeretni
- Skeet: Hosszú szőrű ír vizsla, John Thornton kutyája, szorgalmasan ápolja Buckot lábadozása alatt.
- Nig: Hatalmas, jóindulatú fekete kutya, angol véreb és szarvasűző keveréke, John Thornton kutyája.
- Hans: John Thornton társa.
- Pete: John Thornton társa.
- „Fekete” Burton: rosszindulatú, verekedős ember, beleköt John Thorntonba egy bárban, ezért Buck rátámad.
- Matthewson: Ezer dollárba fogad John Thorntonnal, hogy Buck nem tud elhúzni ezer fontot.
- Jim O’Brien: John Thornton egykori bajtársa. Kölcsönad ezer dollárt John Thorntonnak, hogy állja a fogadást.
- Tömlöckirály: Meg akarja venni Buckot John Thorntontól, de az ajánlatot John nem fogadja el.

### 7. A hívó szó elhangzik
- Rövid lábú, szőrös ember: Buck látomásaiban egyre gyakrabban feltűnő alak.
- Erdei farkas: Buck „vad testvére”.
- Yeehat indiánok: Megtámadják és megölik John Thorntont és társait, a fájdalmában őrjöngő Buck komoly sérüléseket okoz nekik.

## Mottó
Lázad az ősi nomád,

szokások lánca szakad,

mély, téli álma után

felébred benne a vad.
A regény mottója John Myers O'Hara (1870–1944) amerikai költő Atavizmus (Atavism) című versének első versszaka, amely a regény egyik fő mondanivalóját foglalja össze.
A „ősi nomád” vágy, a vadállat szunnyadó ösztöne tör ki Buckból a brutális északi körülmények és fogvatartói kegyetlenségének hatására.

## Történet
|  | Alább a cselekmény részletei következnek! |

A történet 1897 őszén kezdődik. Buck, a jól megtermett, vastag bundájú négyéves kutya kényelmesen él a kaliforniai verőfényes Santa Clara-völgyben Miller bíróval és családjával. Bár nem elkényeztetett szobakutya, napjait úgy éli, mint egy elégedett arisztokrata. Egy nap Manuel, a bíró egyik segédkertésze elrabolja Buckot, és eladja, hogy szerencsejátékban szerzett adósságát visszafizesse. Buckot Seattle-be szállítják. Útközben sem inni, sem enni nem adnak neki. A vasúti alkalmazottak ingerlését egyre növekvő dühvel fogadja. Amikor végre kiengedik a ketrecéből, Buck rátámad a vörös szvetteres férfira, aki válaszul kegyetlenül megbotozza. Buck egy életre megtanulja, „hogy nincs semmi esélye, ha az embernek fütykös van a kezében”. Buckot François és Perrault, a két francia-kanadai futárpostás veszi meg. Alaszkába viszik és betanítják szánhajtó kutyának. Buck megfigyeli a kutyafogat többi tagját, és gyorsan rájön, hogyan kell túlélni a csontfagyasztóan hideg téli éjszakákat. Spitz, az alattomos vezérkutya hamarosan múlhatatlan gyűlöletet vált ki belőle és örökös vetélytársává válik. Spitz is megérzi Buckban a veszélyes ellenfelet, és egy alkalmat sem mulaszt el, hogy belekössön. Buck végül is egy ördögien heves összecsapásban leteríti Spitz-et, és az ádáz harcot addig meredten néző kutyafalka bezárja a gyűrűt Spitz körül és megölik. Buck ezután átveszi a vezérkutya szerepét.
Pár hét múlva a kutyafogatot egy skót félvér veszi meg, aki postát szállít északra az aranyásóknak. A teher, amit a kutyák húznak, iszonyúan nehéz, az út pedig hosszú és fáradságos. A robot kimeríti az egész falkát, de pihenésre nincs elég idő. Amint felérnek északra, már indulnak is vissza a külvilágnak címzett levelekkel. A kutyákat teljesen megviseli a megerőltető visszaút, és teljesen elfáradva érnek be végállomásukra. Már nem képesek még egy ilyen utat megtenni. A hajtók egy friss kutyacsapatot toboroznak, Buck és társai pedig új tulajdonosokhoz kerülnek.
Hal, Charles, és Mercedes, az új tulajdonosok, a gyors meggazdagodás reményében indulnak északnak. Teljesen tapasztalatlanok a szánhajtásban és fogalmuk sincs arról, hogyan kell túlélni az alaszkai vadon viszontagságait. Ügyetlenül küszködnek a szánnal, és semmibe veszik a tapasztalt szomszédok figyelmeztető jótanácsát, hogy ne utazzanak a tavaszi olvadás idején. Először túletetik a kutyákat, azután, mikor az élelem fogytában van, nem adnak nekik eleget enni. Útjuk során betévednek John Thornton táborába. Thornton, aki tapasztalt aranyásó, azonnal észreveszi, hogy a kutyák milyen rossz állapotban vannak a tulajdonosok hozzá nem értő bánásmódja miatt. Thornton figyelmezteti a triót, hogy veszélyes ilyenkor átkelni a folyón, de a hármas csökönyösen csak a saját feje után megy és kényszerítik a kutyákat az indulásra. A kiéhezett, végsőkig kimerült Bucknak rossz előérzete van és nem hajlandó megmozdulni Hal kemény ütlegeinek zápora alatt sem. Thornton mélyen felháborodik a kegyetlen és esztelen bánásmódon. Egyben felkelti figyelmét a kutya. Elvágja Buck szíjait, jelezve a tulajdonosoknak, hogy megtartja a kutyát. Egy rövid szóváltás után, a csapat elindul Buck nélkül, hogy átkeljen a folyón. De ahogy Thornton megjósolta, az olvadó, gyenge jégréteg beszakad alattuk és a szán kutyástul, emberestül eltűnik a mélyben.
Thornton gondos ápolására Buck visszanyeri egészségét és rajongó, szenvedélyes szeretet lángol fel benne új gazdája iránt. Megmenti Thornton életét, amikor az a folyóba esik. Egyik aranykereső útjuk során egy ember fogadást tesz, hogy Buck nem bír elhúzni egy befagyott, ezer fontos szánt. Buck megnyeri a fogadást és ezzel olyan összeghez juttatja Thorntont és két társát, hogy tovább folytathatják aranykereső útjukat. Buck eközben lassan felfedezi a környező vadont és megismerkedik egy ott élő farkassal. Egy este, amint visszatér vadászatából, érzi, hogy valami baj történt. Szeretett gazdáját és a tábor minden lakóját egy csapat Yeehat indián lemészárolta és éppen táncukat járják a kunyhó romjai körül. Buck féktelen dühvel rájukront, többüket megöli, az indiánok fejvesztve menekülnek. Buck egy darabig üldözi őket, majd visszatér az elpusztult tábor helyére és mérhetetlen űrt érez. Tudja, hogy régi élete a múlté. A farkasok és ősi ösztönének hívását követve visszatér a vadonba, de nyaranta mindig meglátogatja ezt a tisztást, amit senki sem ismer. „Rothadó szarvasbőr zacskók hevernek itt, s egy sárga erecske folyik belőlük, beszivárog a magas füvek és indák alá, amelyek elrejti sárgaságát a nap elől; s a hatalmas farkas itt üldögél egy darabig, majd hosszasan és panaszosan felvonít egyszer, mielőtt eltávozna.”
|  | Itt a vége a cselekmény részletezésének! |

## Magyar nyelvű kiadások
- A vadon szava; ford. Bartos Zoltán; Athenaeum, Bp., 1921
- A vadon szava; ford. Bartos Zoltán; ifjúsági átdolg. Roboz Andor; Athenaeum, Bp., 1925
- A vadon szava; Testvériség-Egység, Noviszád, 1951
- Három kisregény / A beszélő kutya / A vadon szava / Országúton; ford. Réz Ádám, Szász Imre, utószó Szász Imre; Európa, Bp., 1963 (Milliók könyve)
- A vadon szava; Ifjúsági, Bukarest, 1967 (Tanulók könyvtára)
- A vadon szava; átdolg. Oliver Ho, ford. Edwards Zsuzsanna; Alexandra, Pécs, 2011 (Klasszikusok könnyedén)

## Fordítás
- Ez a szócikk részben vagy egészben  a   The Call of the Wild című angol Wikipédia-szócikk ezen változatának fordításán alapul.  Az eredeti cikk szerkesztőit annak laptörténete sorolja fel. Ez a jelzés csupán a megfogalmazás eredetét és a szerzői jogokat jelzi, nem szolgál a cikkben szereplő információk forrásmegjelöléseként.